# Jugoslawische Volleyballnationalmannschaft der Männer
Die jugoslawische Volleyballnationalmannschaft der Männer war eine Auswahl der besten jugoslawischen Spieler, die den nationalen Volleyballverband der SFR Jugoslawien bei internationalen Turnieren und Länderspielen vertrat. Die Jugoslawen nahmen an zwei Weltmeisterschaften und den Olympischen Spielen 1980 teil und erreichten zweimal den dritten Platz bei Europameisterschaften.
Von 1993 bis 2003 gab es die Bundesrepublik Jugoslawien und von 2003 und 2006 Serbien und Montenegro, die beide von der serbisch-montenegrinischen Nationalmannschaft vertreten wurden. Seit 2006 spielt die serbische Nationalmannschaft. Aus der SFR Jugoslawien gingen außerdem die Nationalmannschaften von Bosnien-Herzegowina, Kosovo, Kroatien, Montenegro, Nordmazedonien und Slowenien hervor.

## Geschichte

### Weltmeisterschaften
Die jugoslawischen Männer nahmen 1956 zum ersten Mal an einer Weltmeisterschaft teil und wurden Zehnter. 1962 und 1966 erreichten sie jeweils den achten Rang. Beim Turnier 1970 kamen sie wieder auf den zehnten Platz. Es war ihre letzte WM-Teilnahme.

### Olympische Spiele
Jugoslawien nahm an den 1980 in Moskau zum einzigen Mal an Olympischen Spielen teil. Die Mannschaft gewann zwei Vorrundenspiele, schied aber als Gruppenvierter aus.

### Europameisterschaften
Die Jugoslawen nahmen 1951 in Paris erstmals an einer Europameisterschaft teil und wurden Fünfter. Vier Jahre später erzielten sie das gleiche Ergebnis. Bei den nächsten drei Turnieren kamen sie jeweils auf den siebten Platz. 1971 lief es für sie mit dem elften Rang schlechter. Als Gastgeber wurden sie bei der EM 1975 Dritter und gewann somit ihre erste Medaille. Zwei Jahre später gab es einen siebten Platz. Das Turnier 1979 beendeten die Jugoslawen wieder auf dem dritten Rang. 1981 und 1985 kamen sie nicht über den elften Platz hinaus. Danach wurden sie zweimal Achter. Bei ihrer letzten Teilnahme verloren sie 1991 das Spiel um den fünften Platz gegen Bulgarien.

### World Cup
Beim ersten World Cup 1965 wurden die Jugoslawien Achter. Es blieb ihre einzige Teilnahme in diesem Wettbewerb.